# Hermann Freiherr von Ziller
Max Hermann Freiherr von Ziller (ur. 1867, zm. 1929) – niemiecki urzędnik.
Z wykształcenia prawnik. W latach 1902–1903 starosta powiatu powiatu zabrskiego. W latach 1914–1917 prezydent rejencji Lüneburg, a następnie nadprezydent prowincji pomorskiej (1917–1918).